# Chris Paul (Autorin)
Chris Paul (* 1962) ist eine deutsche Trauerbegleiterin, Therapeutin (Heilpraktikerin für Psychotherapie) und Autorin.

## Leben
Nach einem Studium der evangelischen Theologie, Germanistik und Musikwissenschaften, arbeitete Chris Paul im Verlagswesen, als Ausstellungsorganisatorin und als Autorin. Ab Anfang der neunziger Jahre bot sie neben diesen Tätigkeiten Gruppen und Seminare für Trauernde an. Sie bildete sich in verschiedenen Bereich fort, studierte Soziologie und Soziale Verhaltenswissenschaften (mit dem Abschluss B.A.). Seit 1998 ist sie im Bereich Trauerbegleitung als Heilpraktikerin für Psychotherapie (HeilPrG) in eigener Praxis in Bonn tätig.
Im Jahr 2000 begann eine intensive Zusammenarbeit mit dem Verein AGUS (Angehörige um Suizid) (Sitz in Bayreuth). Paul entwickelte eine Reihe von Trauerseminaren für Angehörige nach einem Suizid, die unter dem Titel „Vertrauen wagen“ von einem Team von Kollegen von AGUS jährlich angeboten werden. Darüber hinaus führt sie regelmäßige Fortbildungen für die ehrenamtlichen Leiter von AGUS-Selbsthilfegruppen durch.
Im Jahr 2002 wurde Chris Paul zur 1. Vorsitzenden des TrauerInstitut Deutschland e.V. (TID), Bonn, gewählt. In 2009 übernahm Chris Paul das TrauerInstitut Deutschland als ihre eigene Firma. Die Fort- und Weiterbildung von Angehörigen unterschiedlichster helfender Berufe ist ein wichtiger Schwerpunkt ihrer Arbeit. Sie war mitverantwortlich bei der Erstellung der Standards des Bundesverband Trauerbegleitung (BVT), nach denen sie unter anderem ihre Arbeit ausrichtet.
Paul ist in freier Praxis in Bonn tätig, publiziert regelmäßig für die Fachöffentlichkeit und Betroffene. Ihre Buchvorstellungen und Vorträge reichert sie mit Elementen aus Theater und Musik an. Sie ist Trainerin in ihrem eigenen Institut (seit 2009 nicht mehr in der Rechtsform des e.V., sondern als privates Institut mit Paul als Inhaberin) sowie für zahlreiche andere Institutionen.

## Schwerpunktthemen ihrer Arbeit
Der thematische Hintergrund ihrer Arbeit steht in Verbindung mit verschieden theoretischen Modellen des Trauerprozesses:
- Das Modell der Aufgaben des Trauerns nach James William Worden, vor allem seine Umformulierung der vierten Aufgabe, die auffordert, „den Toten einen neuen Platz zu zu weisen“.[3]
- Dem Ansatz von Dennis Klass über gesunde und natürliche „Continuing Bonds“, „fortgesetzte Bindungen“ zu den Verstorbenen. Dem früher geläufigen Ansatz des Loslassens stellt sie daher eine ganzheitliche Erinnerungskultur entgegen.
- Robert Neimeyers Ansatz, der davon ausgeht, dass Menschen im Trauerprozess ihre eigene Lebensgeschichte, ihre Glaubenssätze und Grundüberzeugungen neu formulieren, bis der erlebte Verlust einen Platz darin gefunden hat, der ihnen Mut zum Weiterleben gibt.

In 2017 hat sie mit dem „Kaleidoskop des Trauerns“ ein integratives Modell dieser verschiedenen Trauertheorien vorgestellt, das sie in mehreren Veröffentlichungen verdeutlicht.
Besonders wichtige Themen ihrer Arbeit ist das Themenfeld der komplizierten Trauer/anhaltenden Trauerstörung, das der Trauer nach Suizid, sowie das der Bedeutung von „Schuld“ im Trauerprozess Dazu hat sie in 2009 ihren Ansatz der „Konstruktiven Schuldbearbeitung“ vorgelegt, in dem zwischen „normativen“ und „instrumentellen“ Beschuldigungen unterschieden wird.

## Werke (Auswahl)

### Publikationen in Buchform
- Warum hast du uns das angetan? Ein Begleitbuch für Trauernde nach einem Suizid. Völlig überarbeitete und ergänzte Neuauflage. Gütersloh 2018, ISBN 978-3-579-07312-5
- Ich lebe mit meiner Trauer, Gütersloher Verlagshaus, Gütersloh 2017, ISBN 978-3-579-07308-8.
- Wir leben mit deiner Trauer. Für Freunde und Angehörige Gütersloh 2017, ISBN 978-3-579-07309-5.
- Keine Angst vor fremden Tränen – trauernde Freunde und Angehörige begleiten,  Gütersloh 2013, ISBN 978-3-579-07303-3.
- Wie kann ich mit meiner Trauer leben? Ein Begleitbuch, Gütersloh, 4. Auflage, 2012.
- Hört das denn nie auf? Trauer nach Suizid und Zeit (= AGUS-Schriftenreihe: Hilfen in der Trauer nach Suizid, Band 8), Bayreuth 2012, 2. überarbeitete Auflage: Bayreuth 2018, ISBN 978-3-941059-07-8.
- Schuldzuweisungen im Tauerprozess nach Suizid, (= AGUS-Schriftenreihe: Hilfen in der Trauer nach Suizid), Bayreuth 2011, 3. überarbeitete Auflage: Bayreuth 2019.
- mit Elisabeth Brockmann: Trauer nach Suizid bei Kindern und Jugendlichen (= AGUS-Schriftenreihe: Hilfen in der Trauer nach Suizid, Band 7), 5. überarbeitete Auflage Bayreuth 2010.
- AGUS-Selbsthilfegruppen aufbauen und leiten (= AGUS-Schriftenreihe: Hilfen in der Trauer nach Suizid), Bayreuth 2010, ISBN 978-3-941059-01-6.
- Schuld – Macht – Sinn. Arbeitsbuch für die Begleitung von Schuldfragen im Trauerprozess, Gütersloh 2010, ISBN 978-3-579-06833-6.
- (Autorin),  mit Elisabeth Brockmann (Autorin, AGUS e.V.) (Hrsg.): Trauer nach Suizid bei Kindern und Jugendlichen (= AGUS-Schriftenreihe: Hilfe in der Trauer nach Suizid), Bayreuth (3. Aufl.) 2007, ISBN 978-3-941059-00-9.
- Suizidtrauer bei Kindern und Jugendlichen angstfrei unterstützen, (= AGUS-Schriftenreihe: Hilfe in der Trauer nach Suizid, Band 1), Bayreuth (6. überarbeitete. Aufl.) 2018
- Warum hast du uns das angetan? Ein Begleitbuch für Trauernde, wenn sich jemand das Leben genommen hat, (5., überarbeitete und erweiterte Aufl.) Gütersloh 2006, ISBN 978-3-579-06812-1.
- (Hrsg.), mit Monika Müller (Hrsg.), TrauerInstitut Deutschland e.V. (Hrsg.): Qualität in der Trauerbegleitung. Dokumentation der 2. NRW-Trauerkonferenz  9./14. Juni 2002 (= Paul Timmermans (Hrsg.), Praxisforschung Trauer, Band 1), Wuppertal 2003, ISBN 3-9808351-1-1.
- Dokumentationsbögen für ehrenamtliche Trauerbegleitung im Rahmen von Hospizdiensten, Bonn 2003, ISBN 3-933154-48-0.
- (Hrsg.): Neue Wege in der Trauer- und Sterbebegleitung. Hintergründe und Erfahrungsberichte für die Praxis, Gütersloh 2001, ISBN 3-579-02308-X, vollständig überarbeitete und ergänzte Neuauflage, Gütersloh 2011, ISBN 978-3-579-06835-0.
- Wie kann ich mit meiner Trauer leben? Ein Begleitbuch (Original-Ausgabe) (= Gütersloher Taschenbücher, Band 925), Gütersloh 2000, ISBN 3-579-00925-7.
- Warum hast du uns das angetan? Ein Begleitbuch für Trauernde, wenn sich jemand das Leben genommen hat (Original-Ausgabe) (= Gütersloher Taschenbücher, Band 989), Gütersloh 1998, (4., aktualisierte Aufl.) 2004, ISBN 3-579-00989-3.
- (Hrsg.) (Katalog-Redaktion), Endlich vierzig. Malerei, Installation, Plastik, Fotografie, Environment, Performance, Video. 10. Juni – 4. September 1994, Frauen-Museum; (Ausstellung: Endlich Vierzig), (= Gabriele Münter Preis für bildende Künstlerinnen ab 40; (1) 1994) Ausstellung Endlich Vierzig, Bonn: Frauen-Museum 1994, ISBN 3-928239-29-5.
- Selbstverteidigung. Erzählung, (2. Aufl.) St. Augustin 1992, ISBN 3-927075-00-0.
- Trauerfall. Erzählung, Hohenfels, Wiesbaden 1991, ISBN 3-927075-05-1.

### Beiträge in Sammelwerken (Auswahl)
- Trauer und Schuld, in: Erika Schärer-Santschi (Hrsg.), Trauern. Trauernde Menschen in Palliative Care und Pflege begleiten, Bern 2012, ISBN 978-3-456-85030-6, S. 172–180.
- Aberkannte Trauer, in: Erika Schärer-Santschi (Hrsg.), Trauern. Trauernde Menschen in Palliative Care und Pflege begleiten, Bern 2012, ISBN 978-3-456-85030-6, S. 225–231.
- mit Monika Müller, Trauerprozesse verstehen und begleiten, in: Cornelia  Knipping (Hrsg.), Lehrbuch Palliative Care, Bern 2006, 2., durchgesehene und korrigierte Auflage, Bern 2007, (= Fachpflege - Palliative Carüe) ISBN 978-3-456-84460-2, S. 410–419.
- Plädoyer für den Sinn von Wissenschaft und Forschung im Bereich der Trauerbegleitung, in: Chris Paul (Hrsg.), Monika Müller (Hrsg.), TrauerInstitut Deutschland e.V. (Hrsg.), Qualität in der Trauerbegleitung. Dokumentation der 2. NRW-Trauerkonferenz  9./14. Juni 2002 (= Paul Timmermans (Hrsg.), Praxisforschung Trauer, Band 1), Wuppertal 2003, ISBN 3-9808351-1-1, S. 91–98.
- Trauern – vom stillen Kämmerlein mitten ins Leben, in: Claudia Nikodem (Redaktion), Verein Beiträge zur Feministischen Theorie und Praxis (Hrsg.) Sterben & Tod : das geht mir zu nah - damit will ich nichts zu tun haben, (= Beiträge zur feministischen Theorie und Praxis, Band 59, Jahrgang 24), Köln 2001, S. 69–82.

### Artikel (Auswahl)
- Trauer und Depression – ungleiche Schwestern, in: MedReport 30, 30. Jahrgang, 2006.[4]
- Fortbildung vor Ort – ein besonderes Fortbildungskonzept, in: Die Hospiz-Zeitschrift, 6. Jahrgang, 2004, Ausgabe 22.[5]
- Schuld Denken und Schuld Fühlen. Vortrag auf dem 5. Kongress der Deutschen Gesellschaft für Palliativmedizin, Aachen, 2004.[6]
- Trauer differenziert betrachtet, in: Die Hospiz-Zeitschrift, 7. Jahrgang, 2005, Ausgabe 26.[7]
- Trauer nach Suizid. Respekt und Mitgefühl zeigen, in: Erzbischöfliches Generalvikariat Paderborn (Diözesanarbeitsgemeinschaft für Trauerbegleitung) (Hrsg.), Rundbrief Trauerbegleitung 2010, S. 3.[8]
- Jeder Tod ist anders, jede Trauer auch, in: Lachesis. Fachzeitschrift des Berufsverbandes für Heilpraktikerinnen, Nr. 28, 11/2001.[9]
- Monika Müller: Trauer.Arbeit. Wieviel Arbeit braucht ein Leben? In: Leidfaden, Heft 3, 2012, ISSN 2192-1202, S. 5–6.